# Parigi-Tours 1990
La Parigi-Tours 1990, ottantaquattresima edizione della corsa e valevole come undicesima prova della Coppa del mondo 1990, si svolse il 13 ottobre 1990, per un percorso totale di 283,5. Fu vinta dal danese Rolf Sørensen, al traguardo con il tempo di 7h09'32" alla media di 39,601 km/h.
A Tours 166 ciclisti tagliarono il traguardo.

## Ordine d'arrivo (Top 10)
| Pos. | Corridore          | Squadra      | Tempo    |
| ---- | ------------------ | ------------ | -------- |
| 1    | Rolf Sørensen      | Ariostea     | 7h09'32" |
| 2    | Phil Anderson      | TVM-Yoko     | s.t.     |
| 3    | Maurizio Fondriest | Del Tongo    | s.t.     |
| 4    | Kim Andersen       | Z            | s.t.     |
| 5    | Andreas Kappes     | Toshiba      | s.t.     |
| 6    | Carlo Bomans       | Weinmann     | a 4"     |
| 7    | Wiebren Veenstra   | Buckler      | s.t.     |
| 8    | Sean Kelly         | PDM-Concorde | s.t.     |
| 9    | Frédéric Moncassin | Castorama    | s.t.     |
| 10   | Adriano Baffi      | Ariostea     | s.t.     |